# Точка обміну інтернет-трафіком

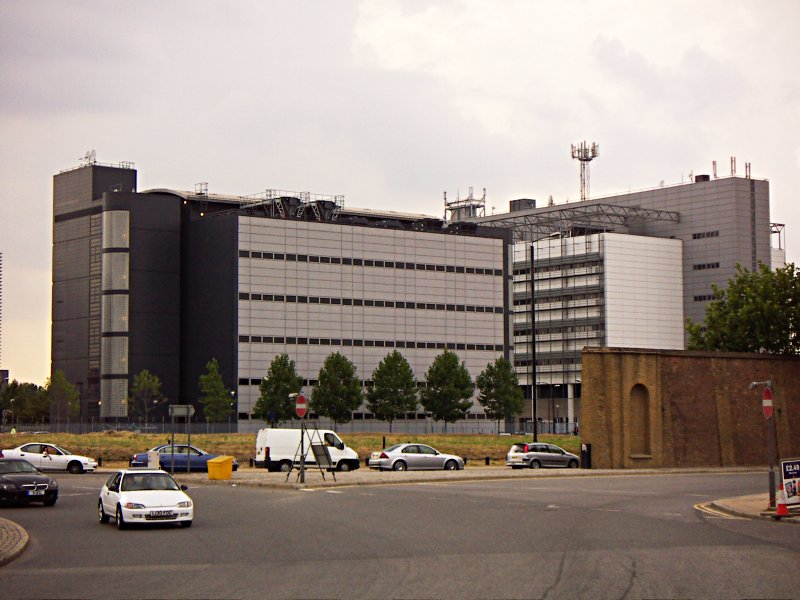
Головний будинок London Internet Exchange (LINX)

То́чка о́бміну Інтерне́т-тра́фіком (англ. Internet Exchange Point, IX, IXP) — мережева інфраструктура, призначена для оперативної організації з'єднань і міжоператорського обміну IP-трафіком (пірингу) між незалежними мережами в Інтернет. Учасниками обміну трафіком є організації, що керують незалежними мережами (автономними системами).
Підключення до точки обміну Інтернет-трафіком дозволяє встановлювати пірінгову взаємодію між учасниками з меншими витратами і більшою оперативністю щодо організації попарних фізичних стиків. Ефективність IX збільшується зі зростанням числа підключених учасників.

## Точки обміну трафіком в Україні
- RUDAKi-IX - Київ, Львів, Рівне, Дніпро, Житомир, Варшава, Франкфурт
- 1-IX  - Київ, Львів, Одесса, Дніпро, Варшава, Амстердам, Франкфурт
- UA-IX — Київ
- DTEL-IX — Київ
- Giganet-IX — Київ
- DataIX — Київ
- OD-IX — Одеса
- LVIV-IX — Львів
- BEE-IX - Львів
- KM-IX — Хмельницький
- KMIX - Хмельницький
- IF-IX - Івано-Франківськ
- RV-IX -  Рівне